# Madame et ses peaux-rouges
Pour plus de détails, voir Fiche technique et Distribution.
Madame et ses peaux-rouges (aussi connu sous le titre Buffalo Bill et la bergère) est un film français de Serge T. de Laroche et Yves Ciampi, tourné en 1948.

## Synopsis
Après l'exode, mademoiselle Pascale, une femme à la vie rangée, propriétaire d'un château, décide de recueillir des orphelins. Un jour les enfants qui jouent aux Indiens tombent sur « Buffalo Bill », un chanteur forain qui se fait capturer par ces enfants en essayant d'échapper à la police. La rencontre avec cet homme bouleverse le quotidien de Mademoiselle Pascale.

## Fiche technique
Source IMDb
- Réalisateur : Serge T. de Laroche et Yves Ciampi
- Musique du film : Camille Sauvage
- Société de production : Les Productions Internationales Cinématographiques
- Format : Noir et blanc - Son mono
- Pays d'origine : France
- Genre : Comédie
- Durée : 85 minutes
- Année de tournage : 1948
- Sortie : film parfois considéré à tort comme inachevé, il n'y a eu aucune sortie en salle à l'époque. Seule sortie connue : le 15 décembre 2011 à la Médiathèque de Mouans-Sartoux. Sorti en DVD en 2017.

## Distribution
Source IMDb
- Arletty
- Pierre Dudan
- Édouard Delmont
- Raymond Galle
- Laura Daryl
- Louis Florencie
- Jean-François Martial
- Christian Simon
- Ginette Baudin
- Lucien Gallas